# DMI's anlæg
DMI's anlæg er et fodboldstadion omkring Nysted, med tilknytning til Døllefjelde og Store Musse som er hjemsted for fodboldklubben, Døllefjelde Musse IF.